# Gramado
Gramado é um município do estado do Rio Grande do Sul, no Brasil. Localiza-se na Serra Gaúcha, mais precisamente na Região das Hortênsias, a uma latitude 29º 22' 44" sul e a uma longitude 50º 52' 26" oeste, estando a uma altitude de 830 metros. Sua população estimada em 2022 é de 40.134 habitantes, sendo o 54º mais populoso do estado. Possui uma área de 237,019 km². Seu principal acesso se dá através da RS-115, embora também seja atendida pelas rodovias RS-235 e RS-373.
O município de Gramado foi criado pela Lei 2 522, de 15 de dezembro de 1954, após ser emancipado da cidade de Taquara. A região era habitada por índios caingangues e, posteriormente, foi colonizada por descendentes de açorianos, imigrantes alemães e italianos. Sua demografia é etnicamente variada, com forte influência alemã e italiana, o que se reflete especialmente na culinária e na arquitetura urbana e rural. Gramado também foi colonizado, em menor número, por portugueses, sírios e libaneses. Com uma economia voltada ao turismo, a cidade recebe anualmente milhões de turistas nacionais e estrangeiros.

## História

### Povoamento
A Serra Gaúcha foi habitada, desde tempos imemoriais, pelos índios caingangues. Nos séculos XVIII e XIX a região de Gramado era desbravada por descendentes de açorianos, os chamados "tropeiros", que utilizavam a região para o descanso do gado.
Dentre os pioneiros, se destaca a figura do tropeiro Tristão José Francisco de Oliveira, comerciante de cascas de gramamunha, rica em tanino, que estabeleceu no local o primeiro rancho de tábuas, de madeira dita falquejada. Suas terras, que aos poucos foram vendidas aos colonos, compreendiam todo o atual centro de Gramado, desde o Mato Queimado até os altos do Gramado Tênis Clube. Destaca-se a proximidade de Tristão de Oliveira com Tristão José Monteiro, fundador de Taquara, seu padrinho de batismo, de quem recebeu o prenome.
Portanto, os primeiros moradores da região não eram elementos estrangeiros e ali se estabeleceram por volta de 1875. Tempos após, em 1913, colonos descendentes de imigrantes alemães e italianos chegaram à localidade. O primeiro administrador da cidade, notadamente conhecido como seu fundador, foi José Nicoletti Filho..[carece de fontes?]
O nome da cidade está relacionado ao seu passado, quando servia de passagem para tropeiros que tocavam o gado pelos campos de cima da Serra, no fim do século XIX. Ao chegarem no topo da Serra, tanto tropeiros quanto imigrantes, encontravam um pequeno campo de grama macia e verde que servia de repouso e revigorava suas forças. Este gramado, segundo alguns, foi responsável pelo batismo da cidade. Há outros que acreditam que a origem do nome da cidade se deve ao acesso do Vale dos Sinos à Serra, pela Serra Grande, que inspirava muito cuidado na travessia e era chamado de Gramado.

### Emancipação
Sabe-se que Gramado é um município filho de Taquara e neto de Santo Antônio da Patrulha. "O movimento emancipacionista de Nova Petrópolis foi precipitado pelo fato de que Gramado desejava emancipar-se de Taquara e para garantir a população necessária, propôs anexar Linha Araripe, Linha Brasil e Linha Imperial".
A população destas linhas até já tinha assinado as linhas de adesão a Gramado, quando se iniciou o movimento emancipacionista de Nova Petrópolis, incentivada por São Sebastião do Caí. Da discussão, ficou com Gramado a parte já mencionada. Existem registros de quatro topônimos, ao menos, anteriores ao nome "Gramado".[carece de fontes?]
O município de Gramado foi criado pela Lei 2 522, de 15 de dezembro de 1954, após ser emancipado da cidade de Taquara.

## Geografia

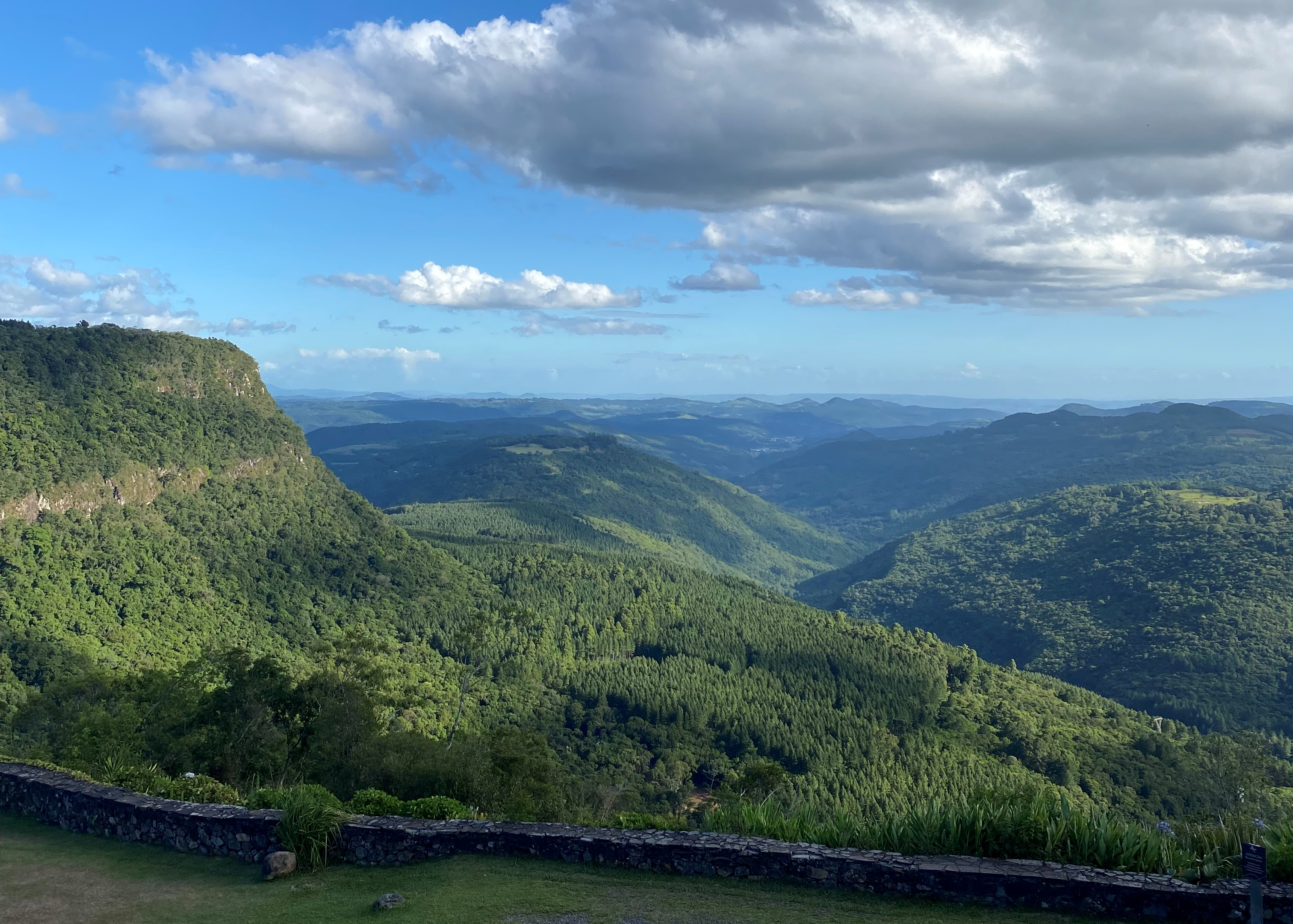
Serra do Quilombo, em Gramado

Localizado na Encosta Inferior da Região Sul do país, no Rio Grande do Sul, mais precisamente na Região das Hortênsias, Gramado dista 115 quilômetros da capital do estado, Porto Alegre. Faz divisa com Caxias do Sul (ao norte), Três Coroas (ao sul), Canela (a leste), Nova Petrópolis e Santa Maria do Herval (a oeste).[carece de fontes?]

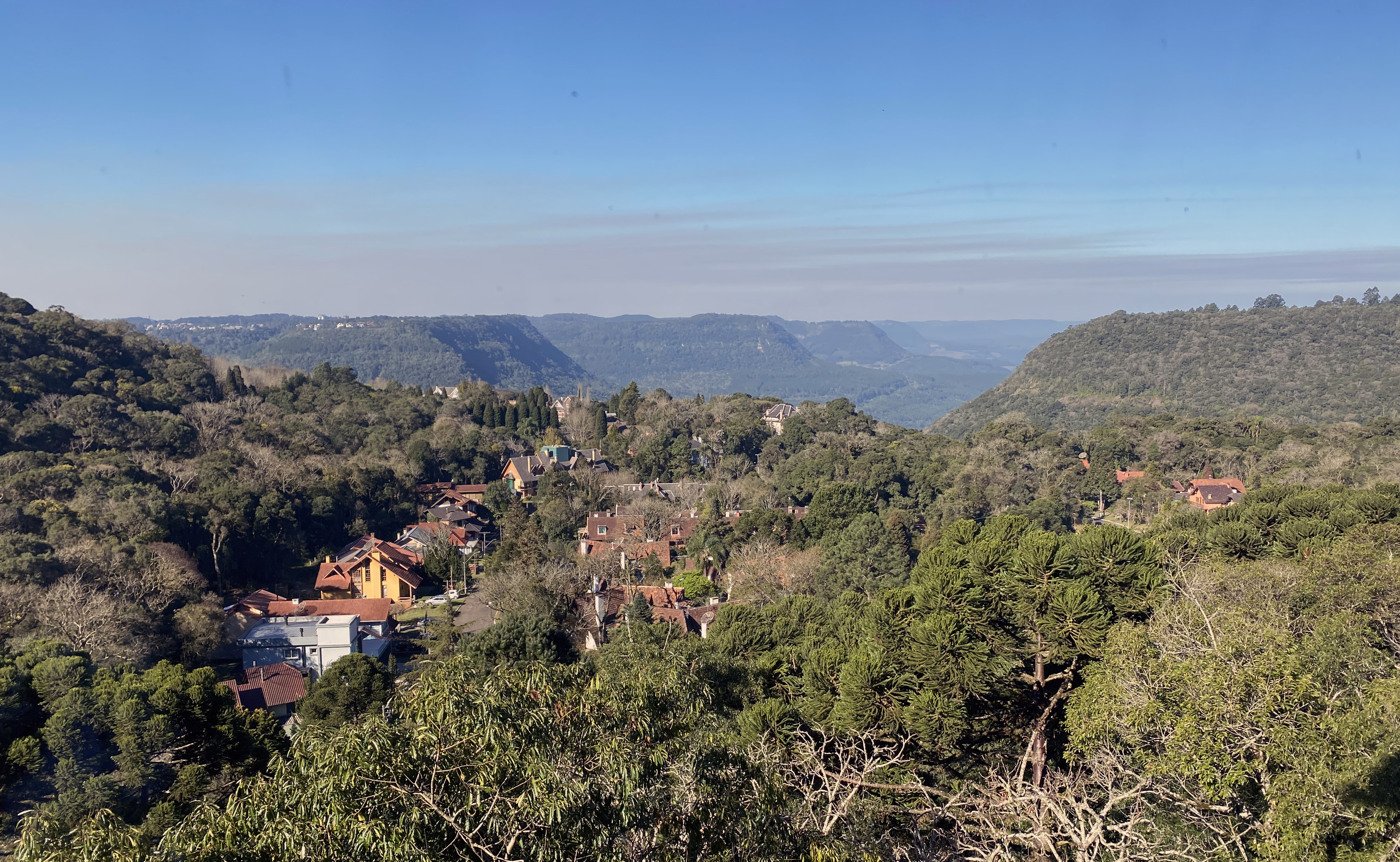
Vista de Gramado a partir do bairro Planalto

Possui um relevo bastante acidentado tendo sua área urbana localizada a 830 metros de altitude. A combinação deste relevo com a hidrografia abundante proporciona a Gramado diversas cascatas e vales. O município é parte das bacias dos rios dos Sinos e Caí e é entrecortado por vários riachos, nascentes, cascatas e lagos, além de possuir uma vegetação ainda densa de araucárias e outras árvores nativas da Mata Atlântica.[carece de fontes?]
O município de Gramado pertence à zona climática Cfb, segundo a classificação do clima de Köppen. Tal tipo climático se caracteriza por ser um clima úmido temperado. No verão, alguns dias quentes, mas com noites sempre agradáveis, moderadas pelo ar das montanhas e dos bosques. Os invernos têm temperaturas moderadamente baixas, às vezes abaixo de 0 °C, com geadas frequentes. A queda de neve não é algo muito comum na cidade e, quando ocorre, costuma ser leve.
| Dados climatológicos para Gramado | Dados climatológicos para Gramado | Dados climatológicos para Gramado | Dados climatológicos para Gramado | Dados climatológicos para Gramado | Dados climatológicos para Gramado | Dados climatológicos para Gramado | Dados climatológicos para Gramado | Dados climatológicos para Gramado | Dados climatológicos para Gramado | Dados climatológicos para Gramado | Dados climatológicos para Gramado | Dados climatológicos para Gramado | Dados climatológicos para Gramado |
| Mês                               | Jan                               | Fev                               | Mar                               | Abr                               | Mai                               | Jun                               | Jul                               | Ago                               | Set                               | Out                               | Nov                               | Dez                               | Ano                               |
| --------------------------------- | --------------------------------- | --------------------------------- | --------------------------------- | --------------------------------- | --------------------------------- | --------------------------------- | --------------------------------- | --------------------------------- | --------------------------------- | --------------------------------- | --------------------------------- | --------------------------------- | --------------------------------- |
| Temperatura máxima média (°C)     | 28,1                              | 27,7                              | 26,7                              | 24,3                              | 20,7                              | 19,2                              | 18,8                              | 21,1                              | 21,8                              | 23,9                              | 25,7                              | 27,6                              | 23,8                              |
| Temperatura mínima média (°C)     | 17,4                              | 17,3                              | 16                                | 13,7                              | 10,4                              | 8,8                               | 7,9                               | 9,2                               | 10,6                              | 12,9                              | 14,1                              | 16,1                              | 12,9                              |
| Precipitação (mm)                 | 216,4                             | 206                               | 166,1                             | 140,7                             | 144,9                             | 143,2                             | 175,6                             | 144,4                             | 187,3                             | 222,1                             | 163,3                             | 188,5                             | 2 098,5                           |
| Fontes: Weather e Climate         |                                   |                                   |                                   |                                   |                                   |                                   |                                   |                                   |                                   |                                   |                                   |                                   |                                   |

## Demografia

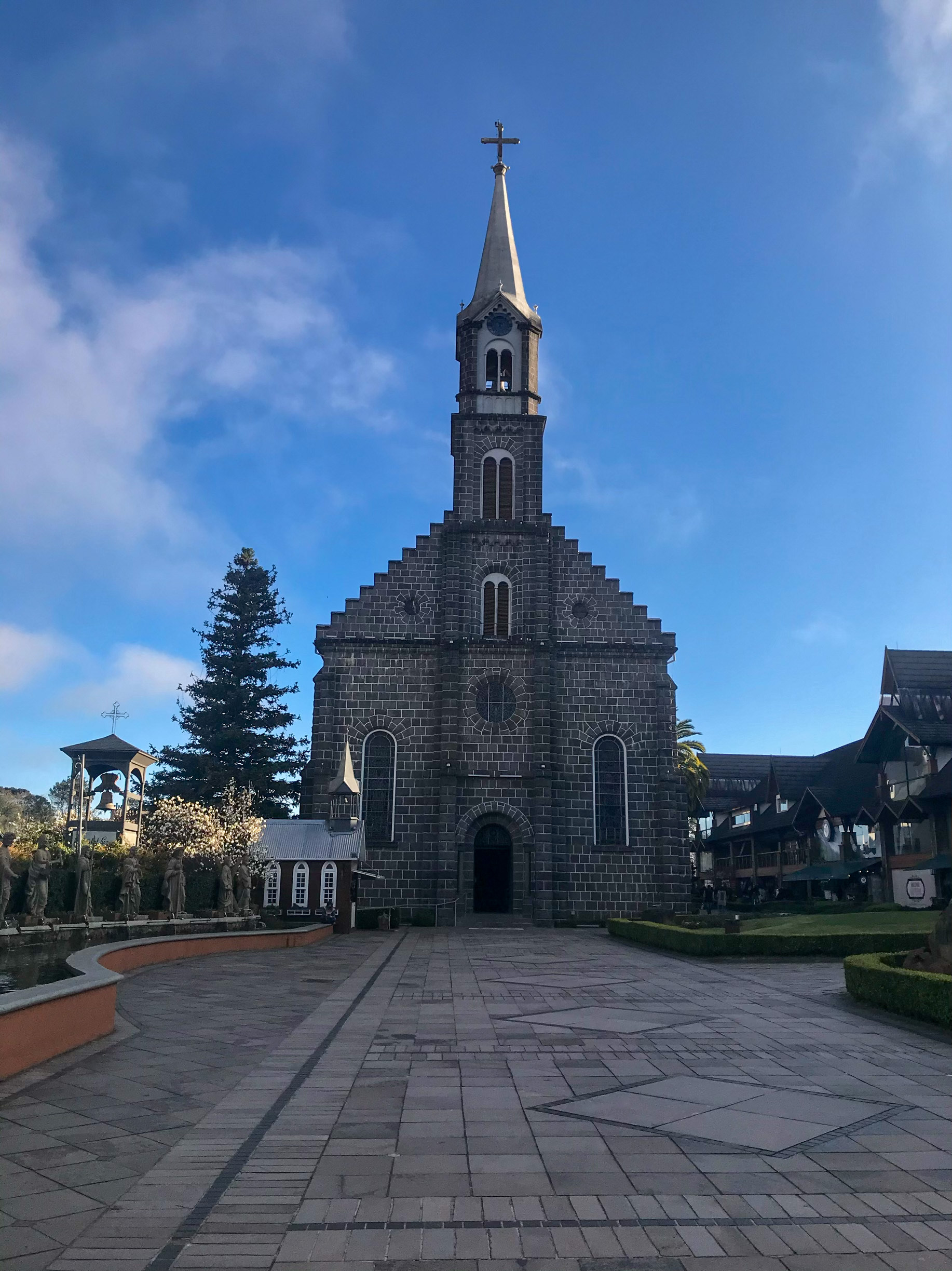
Igreja de São Pedro

A população do município é estimada em 33 706 habitantes; destes, cerca de 84% vivendo na área urbana e 16% vivendo em área rural. A densidade populacional é estimada em 142,2 habitantes por quilômetro quadrado. O gráfico a seguir mostra o crescimento populacional da cidade de Gramado.

### Evolução demográfica

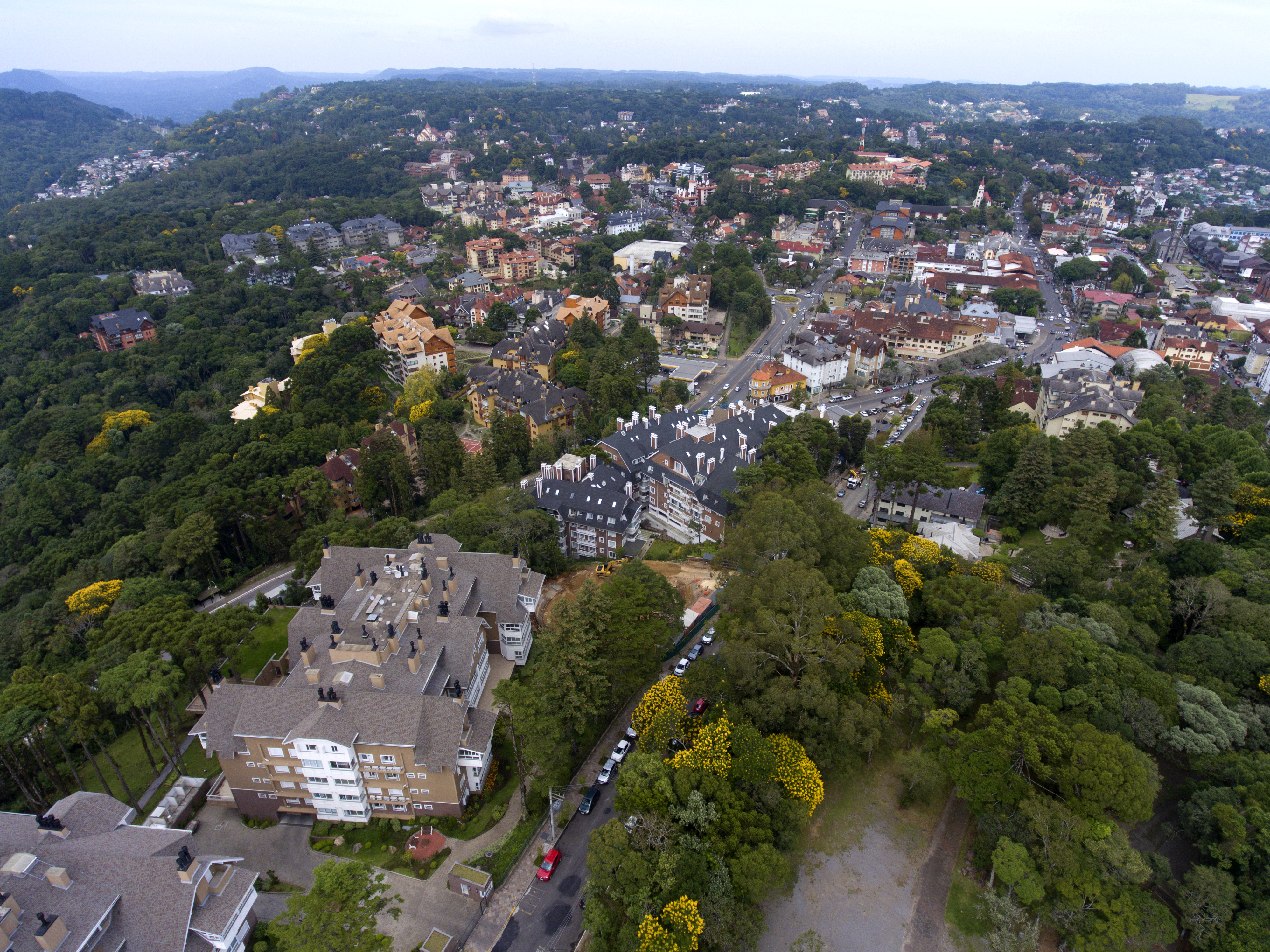
Vista aérea de Gramado com a Avenida das Hortênsias

### Religião
De acordo com dados do Censo 2010 (IBGE), 73,4% dos moradores de Gramado são católicos, população que tem por padroeiro o Apóstolo São Pedro. Outros 20,3% são protestantes, 1,75% são espíritas, 1,7% dizem não possuir religião. Os demais grupos religiosos constituem 2,85% da população local.

## Política

### Administração

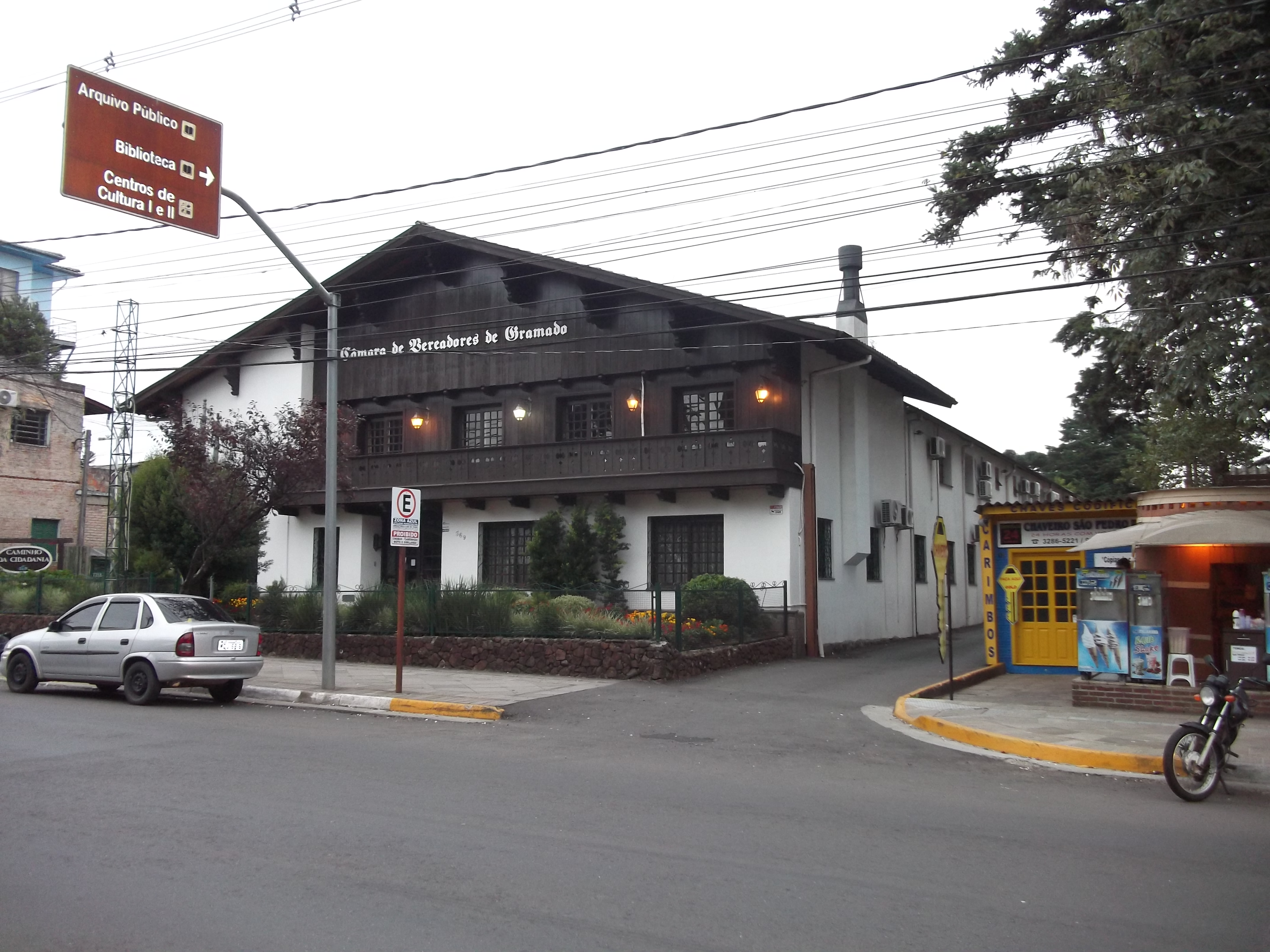
Câmara de Vereadores de Gramado

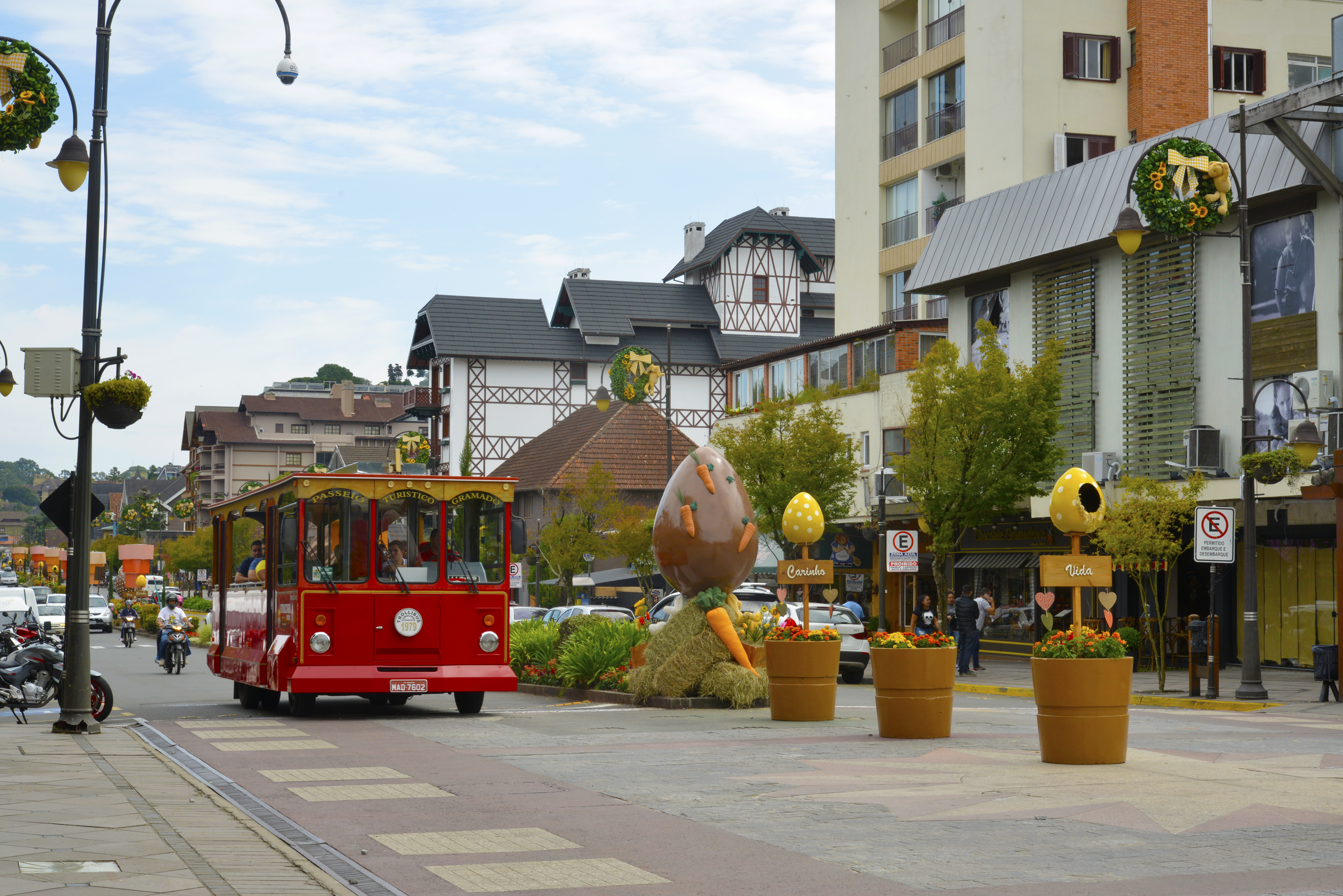
Avenida Borges de Medeiros

A administração se dá pelo poder executivo, poder legislativo e poder judiciário. O atual prefeito de Gramado é Nestor Tissot (PP) e o vice-prefeito é Luia Barbacovi (PP).
A câmara de vereadores) representa o poder legislativo. Sua bancada é formada por nove vereadores, e está composta da seguinte forma: uma cadeira do Partido Republicano Brasileiro (PRB); uma cadeira do Partido dos Trabalhadores (PT); cinco cadeiras do Partido Progressistas (PP) e duas cadeiras do Movimento Democrático Brasileiro (MDB). O Fórum da Comarca é o representante do poder judiciário em Gramado.[carece de fontes?]

### Cidades-irmãs
- Angra do Heroísmo,  Portugal[19] - irmandade firmada em 9 de março de 2004.
- Maldonado,  Uruguai[20] - irmandade firmada em 5 de maio de 1994.
- Óbidos,  Portugal[21] - irmandade firmada em 21 de novembro de 2007.
- Puerto Varas,  Chile[22] - irmandade firmada em 3 de novembro de 1991.
- Levico Terme,  Itália[23] - irmandade firmada em 28 de agosto de 2011.

### Símbolos oficiais
Brasão
O brasão de Gramado é formado por um escudo português cortado, tendo em sua parte superior, o desenho de um vale e uma araucária. Na parte inferior, sobre fundo vermelho, uma edificação em estilo alemão, e sobre fundo azul vemos ferramentas que representa o trabalho e a riqueza da cidade. Nas laterais existem ramos de hortênsias, flor símbolo da cidade e região. Sob o brasão, uma faixa amarela carregando as inscrições "Gramado jardim das hortênsias" em letras pretas. Sobre o escudo vemos uma coroa amarela.
Bandeira

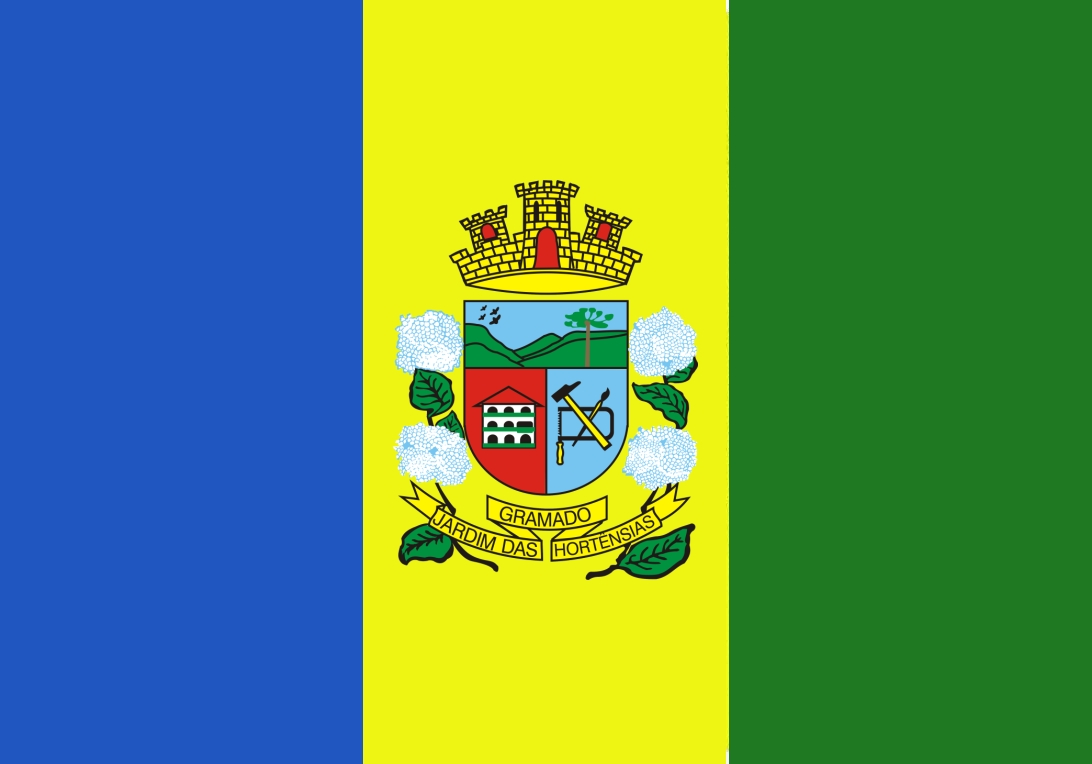
Bandeira de Gramado

A bandeira de Gramado é composta por um fundo com três faixas verticais nas cores azul, amarelo e verde. Sobre a faixa central é visto o Brasão de Gramado.
Hino
O hino de Gramado tem letra e música escrita pelo Padre José Scholl.

## Economia

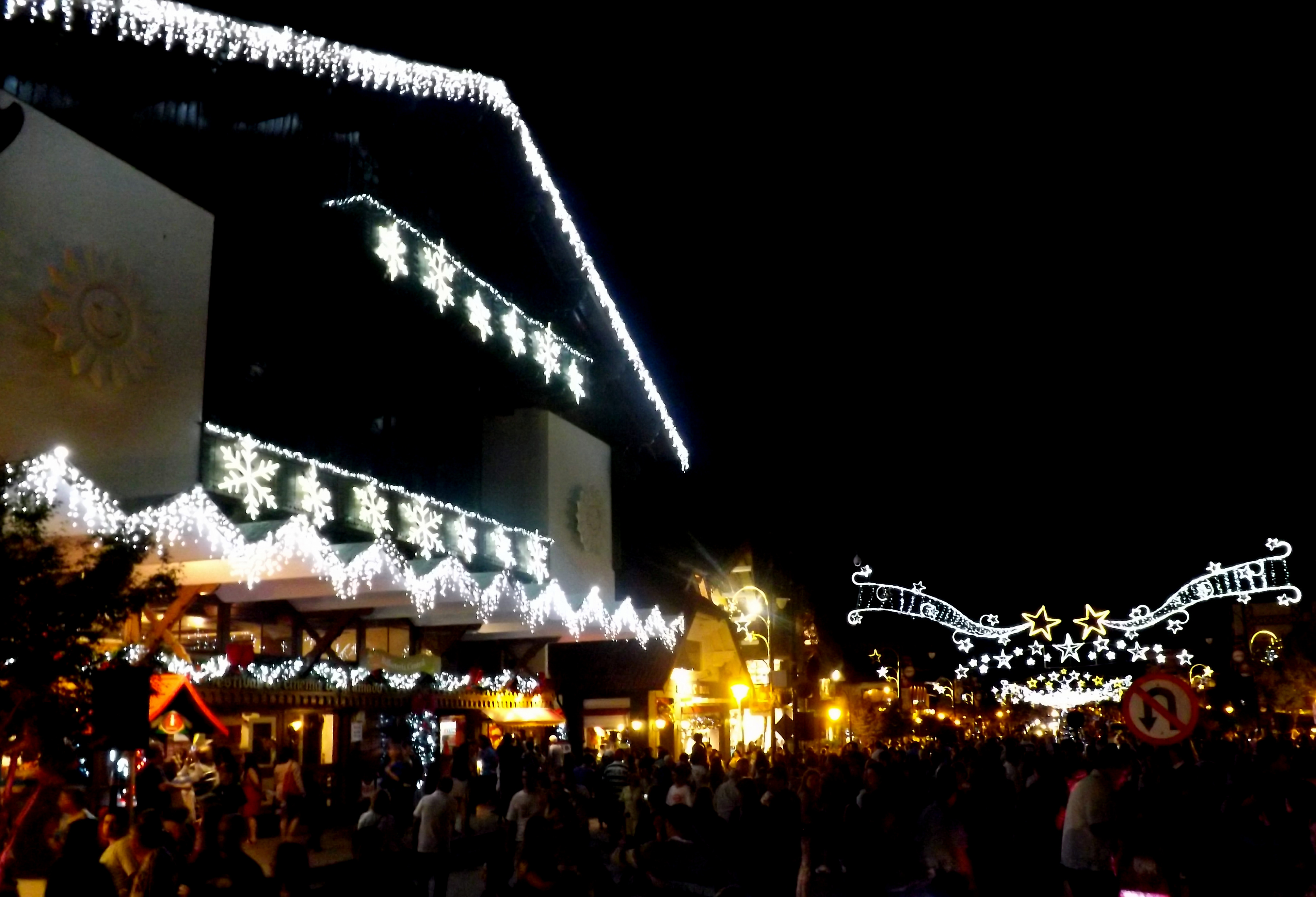
Gramado durante o Natal

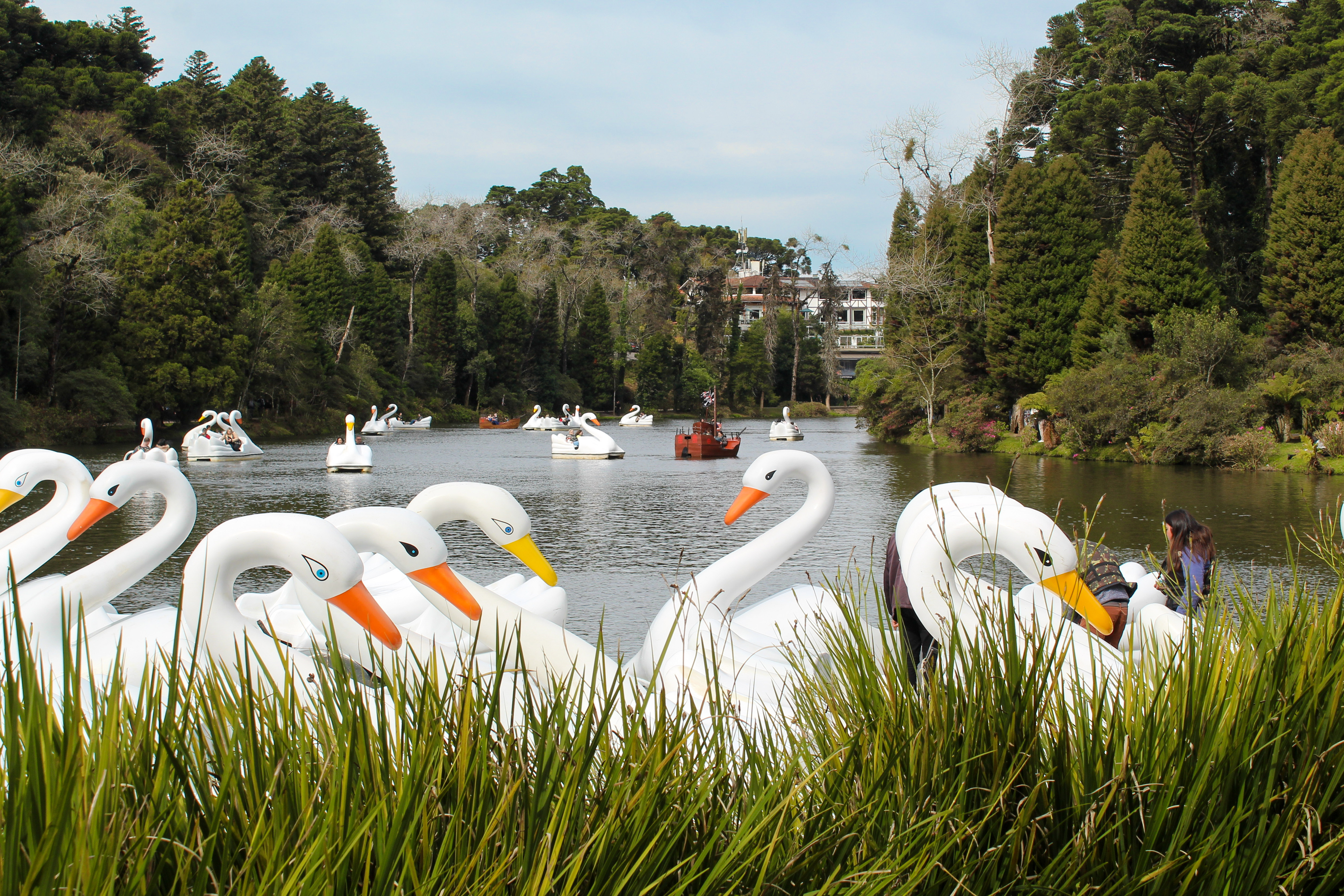
Lago Negro

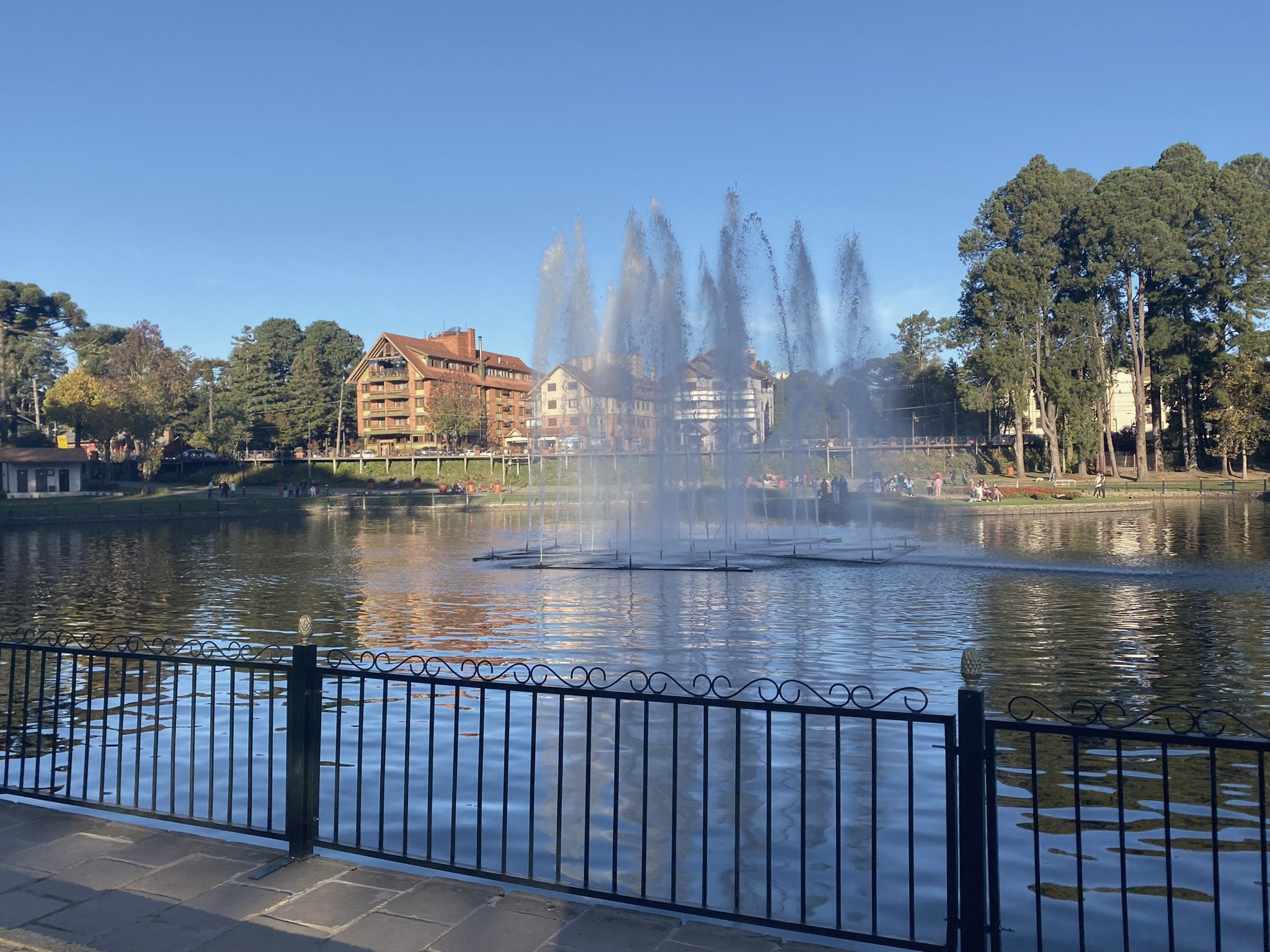
Lago Joaquina Bier

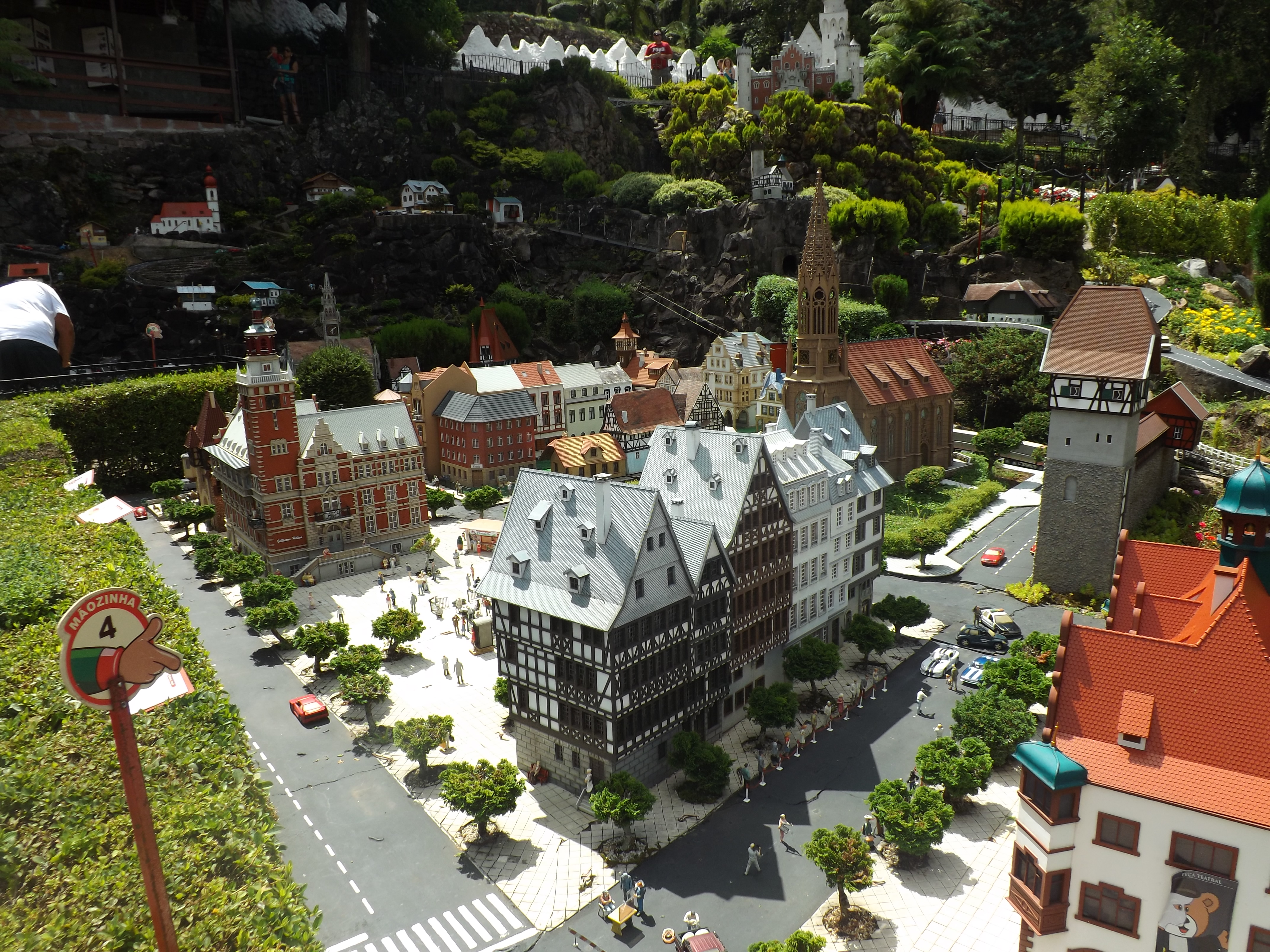
Mini Mundo é um parque em forma de uma minicidade

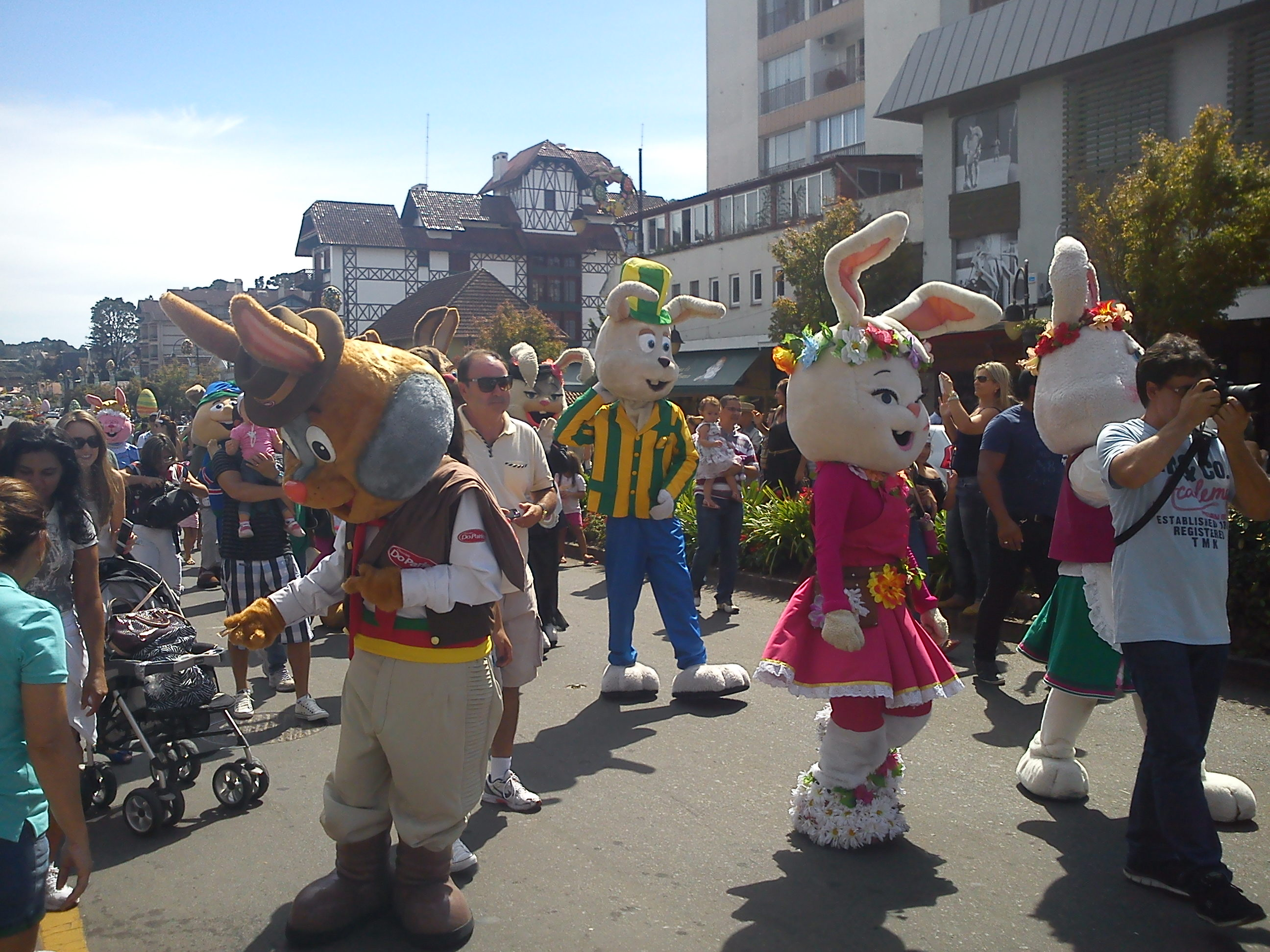
A Chocofest acontece anualmente durante a Páscoa.

Com uma economia voltada ao turismo (90% de sua receita é proveniente da atividade turística), a cidade recebe anualmente cerca de 6 milhões de turistas.[carece de fontes?]
Com a maior infraestrutura turística do Estado do Rio Grande do Sul, Gramado oferece mais de 200 casas gastronômicas que servem desde o mais simples até o mais exigente paladar. A rede hoteleira conta com centenas de estabelecimentos e é reconhecida pela excelência dos serviços prestados. Para tanto, disponibiliza em torno de 18.000 leitos.
Conforme dados do Instituto Brasileiro de Turismo, os turistas de fora do país gastam, em média, 79 dólares estadunidenses por dia. O turista doméstico, 46 dólares estadunidenses por dia (dados da CVC).[carece de fontes?]

### Indústria
Atualmente existem mais de 100 indústrias no setor de móveis, 19 fábricas de chocolates, dezenas de malharias e outra centena de empresas que trabalham na construção civil – um dos setores mais rentáveis do município.[carece de fontes?]
A agroindústria também tem grande destaque na economia local, uma vez que emprega famílias inteiras – de imigrantes italianos e alemães em sua maioria – em mais de 70 empresas artesanais ou semiartesanais que produzem mel, geleia, vinho, queijo, graspa, pão caseiro e cuca.[carece de fontes?]
Um detalhe da atividade econômica local é a utilização de matéria prima da própria região, como a madeira, o couro e os produtos coloniais. Mais de 300 artesãos fazem parte da associação municipal da classe, sendo que 100 famílias dependem exclusivamente desta atividade econômica.[carece de fontes?]

### Comércio
A cidade conta com diversas lojas de artes, artesanato, calçados e bolsas, casa e decoração, chocolate caseiro, couros e peles, floriculturas, malharias, móveis, música, vestuário. Destacam-se também os restaurantes.[carece de fontes?]

### Turismo
Gramado é uma cidade marcada por muitas belezas, possuidora de riquezas naturais exuberantes, sendo o maior polo turístico do Rio Grande do Sul e um dos mais importantes do Brasil. A cidade destaca-se como centro de grandes eventos (congressos, seminários e encontros) além de sediar anualmente um dos mais tradicionais festivais de cinema da América Latina: o Festival Brasileiro e Latino de Cinema, durante o qual são distribuídos os prêmios Kikito. Outros eventos importantes e que atraem milhares de turistas são o festival natalino conhecido como Natal Luz e a Festa da Colônia, esta uma das festividades mais integradora dos grupos que colonizaram a região: açorianos, alemães e italianos. Para o evento natalino, são esperados entre 1 milhão a 1 milhão e meio de turistas, sendo um dos principais eventos para ajudarem nas finanças da cidade.
O turismo na cidade gera mais de R$ 1,5 bilhão anualmente para a economia local, o que significa cerca de 86% do Produto Interno Bruto (PIB). Durante o ano, a cidade recebe cerca de 6.500.000 turistas, com os maiores fluxos na época de inverno e também durante o evento do Natal Luz.[carece de fontes?]
Entre as atrações mais visitadas pelos turistas estão o Harley Motor Show, Hollywood Dream Cars, Salão do Super Carros, Mirante Vale do Quilombo, o lago Negro, o lago Joaquina Bier, o pórtico de entrada via Taquara, o pórtico de entrada via Nova Petrópolis, o Mini Mundo, a Cascata Véu de Noiva, a Aldeia do Papai Noel, no Parque Knorr, o Palácio dos Festivais, a Praça das Bandeiras, a rua Madre Verônica (rua coberta), a praça Major Nicoletti, a Igreja São Pedro, o centro de cultura, o Museu dos Festivais de Cinema, igreja luterana, fábricas de chocolate, Dreamland Museu de Cera, Rua Torta (R. Emílio Sorgetz), Snowland, entre outros.

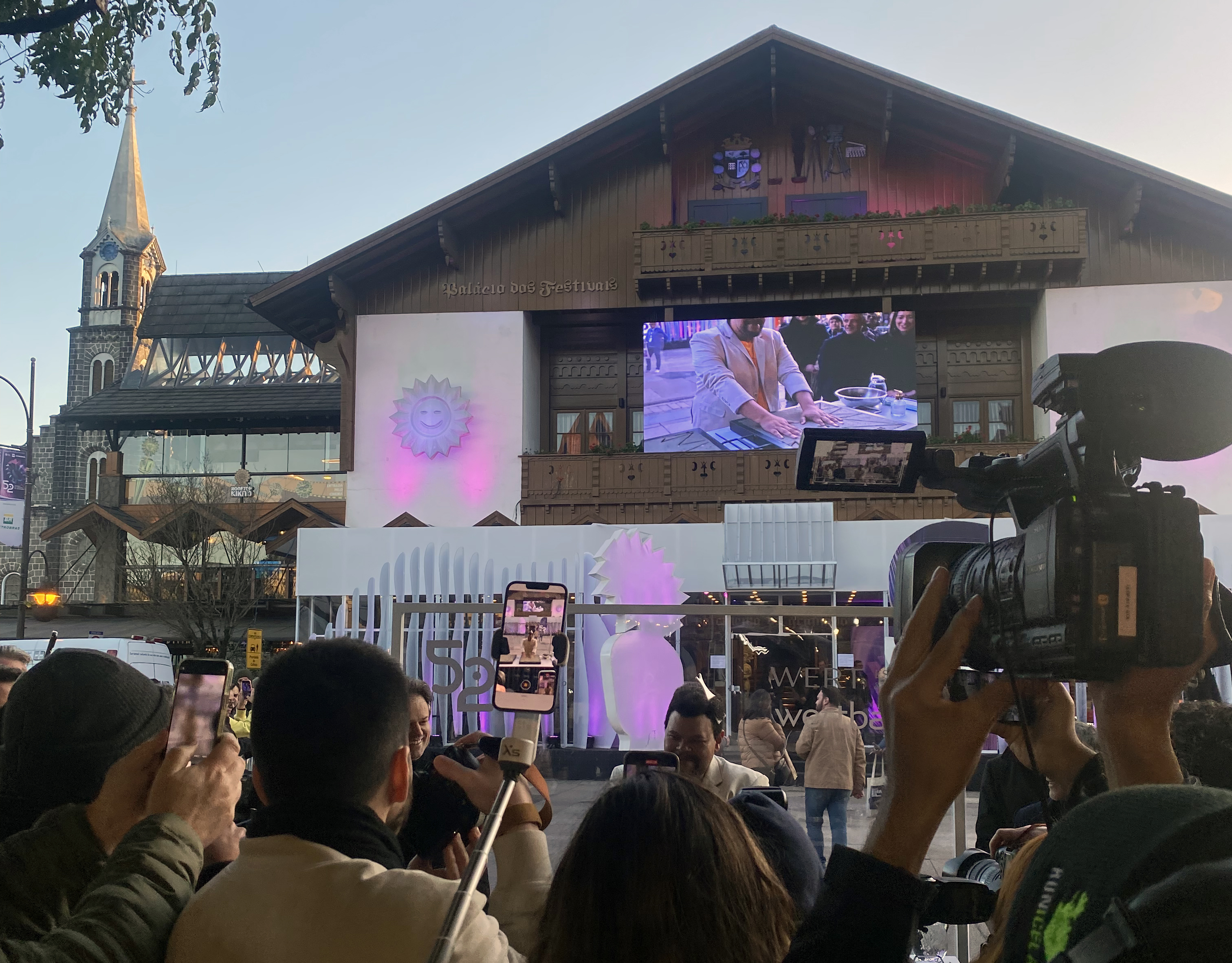
O Palácio dos Festivais durante o tradicional Festival de Cinema

Outro local que merece uma visita é o Museu Medieval, situado num castelo estilo medieval (o qual vem sendo construído durante os últimos 30 anos, exclusivamente por uma única pessoa, seu proprietário), além de exibir brasões e armas medievais, também abriga o único Museu de Cutelaria do Brasil, exibindo facas, espadas, adagas etc., de todas as partes do mundo.[carece de fontes?]
Além do turismo familiar e de grupos, Gramado tem se tornado referência no turismo de negócios. Em virtude deste novo nicho, a cidade construiu uma estrutura para abrigar todos os tipos de atividade. O Gramado Serra Park e a ExpoGramado são espaços que juntos somam 35 000 metros quadrados de área e que possuem infraestrutura suficiente para abrigar grandes feiras. Hotéis como o Serra Azul e o Serrano apresentam centros de convenção com equipamentos adequados para a realização de painéis e debates. Além desses, o Palácio dos Festivais também pode servir de auditório e a Universidade Federal do Rio Grande do Sul construiu seu próprio Centro de Eventos e Treinamentos no município.[carece de fontes?]
Diversos eventos como congressos e festivais ocorrem em Gramado durante todo o ano. Durante o Inverno, por exemplo, há o Estação Gramado, o principal evento nesta época do ano. A cidade recebe outros grandes eventos, como o Festival de Cinema de Gramado, Natal Luz, como também a Festa da hortênsias, Chocofest, Festival Internacional de Publicidade a Fenim (Feira Nacional da Indústria da Moda), entre outros.[carece de fontes?]

## Infraestrutura
Gramado conta com uma grande rede de infraestrutura.

### Educação e saúde

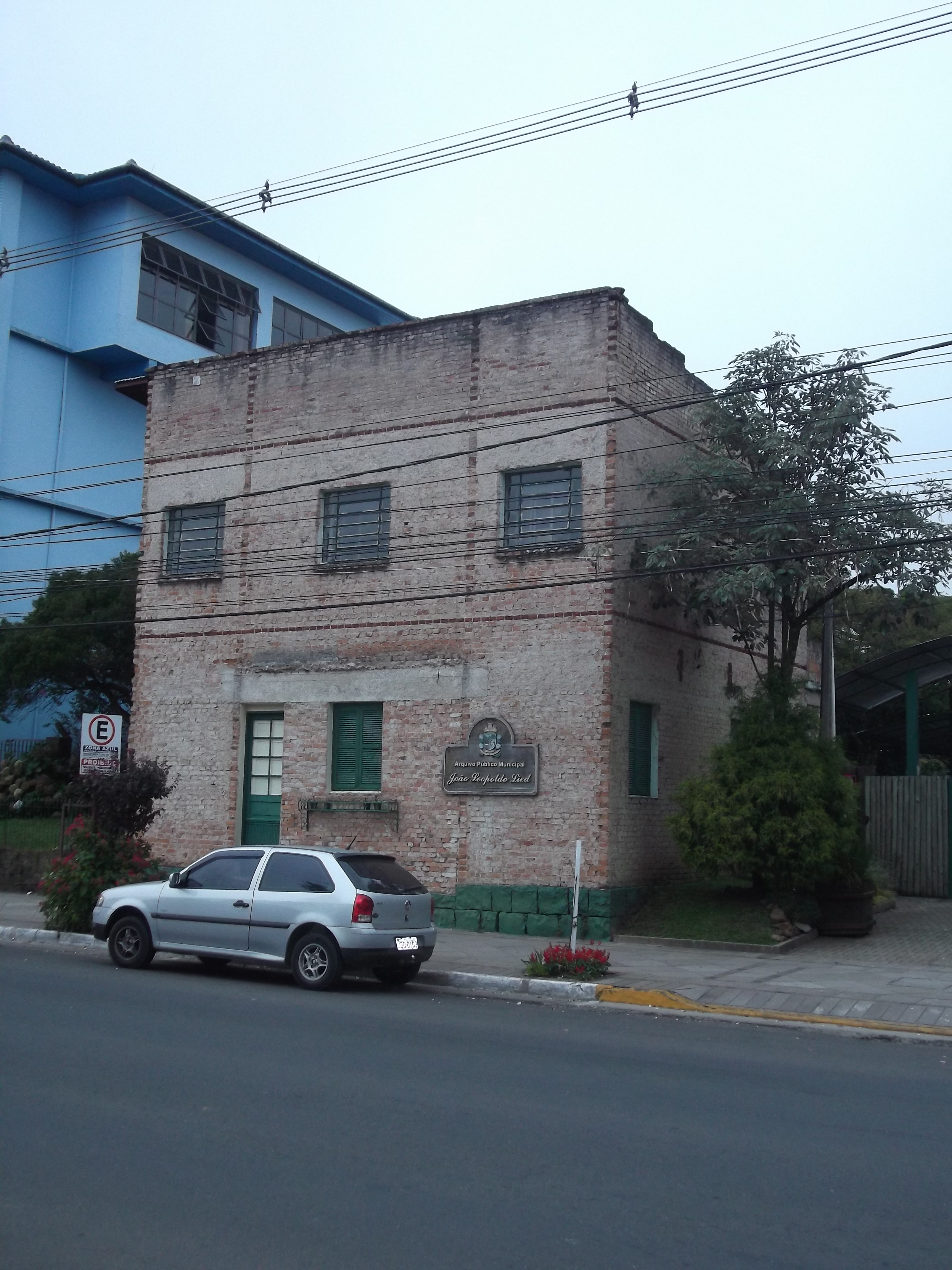
Arquivo João Leopoldo Lied

Gramado possui 17 escolas de ensino fundamental e 14 escolas de educação infantil (creches). Junto às escolas, existem 13 ginásios de esportes. Nas 31 escolas, Gramado possui cerca de 4200 alunos.[carece de fontes?]
Gramado conta com o Hospital Arcanjo São Miguel, com serviço de emergência 24 horas. A Secretaria da Saúde do município coordena os sete postos de saúde da cidade e, através deles, atende os usuários do Sistema Único de Saúde nas especialidades de clínica geral, pediatria, ginecologia, obstetrícia e odontologia.[carece de fontes?]
Também oferece serviços de fisioterapia, nutrição, psiquiatria e encaminha para clínicas especializadas. Planeja e executa programas de vacinação para crianças, gestantes e idosos. Distribui medicação básica e encaminha para medicamentos especiais. Promove transporte de doentes para outras cidades. Realiza ações e eventos visando a prevenção.[carece de fontes?]
Um levantamento do Instituto de Pesquisa Econômica Aplicada (Ipea), divulgado em junho de 2008, coloca a saúde pública de Gramado na décima posição de todo o Brasil. No estudo realizado pelo Ipea, três índices registrados entre 1991 e 2000 foram considerados: mortalidade até um ano, óbitos até cinco anos e probabilidade de vida até os 60 anos.

### Transportes

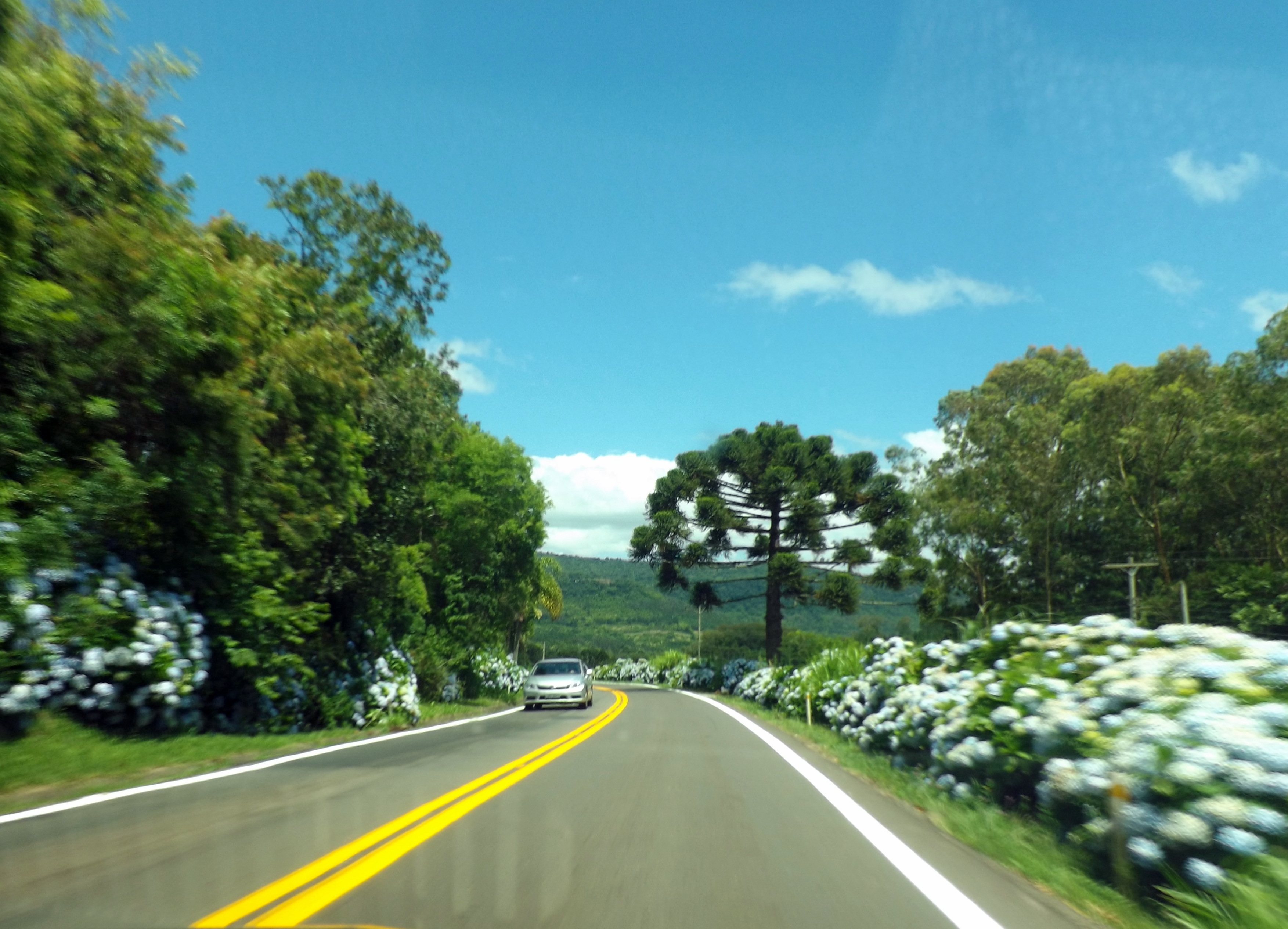
Rota Romântica

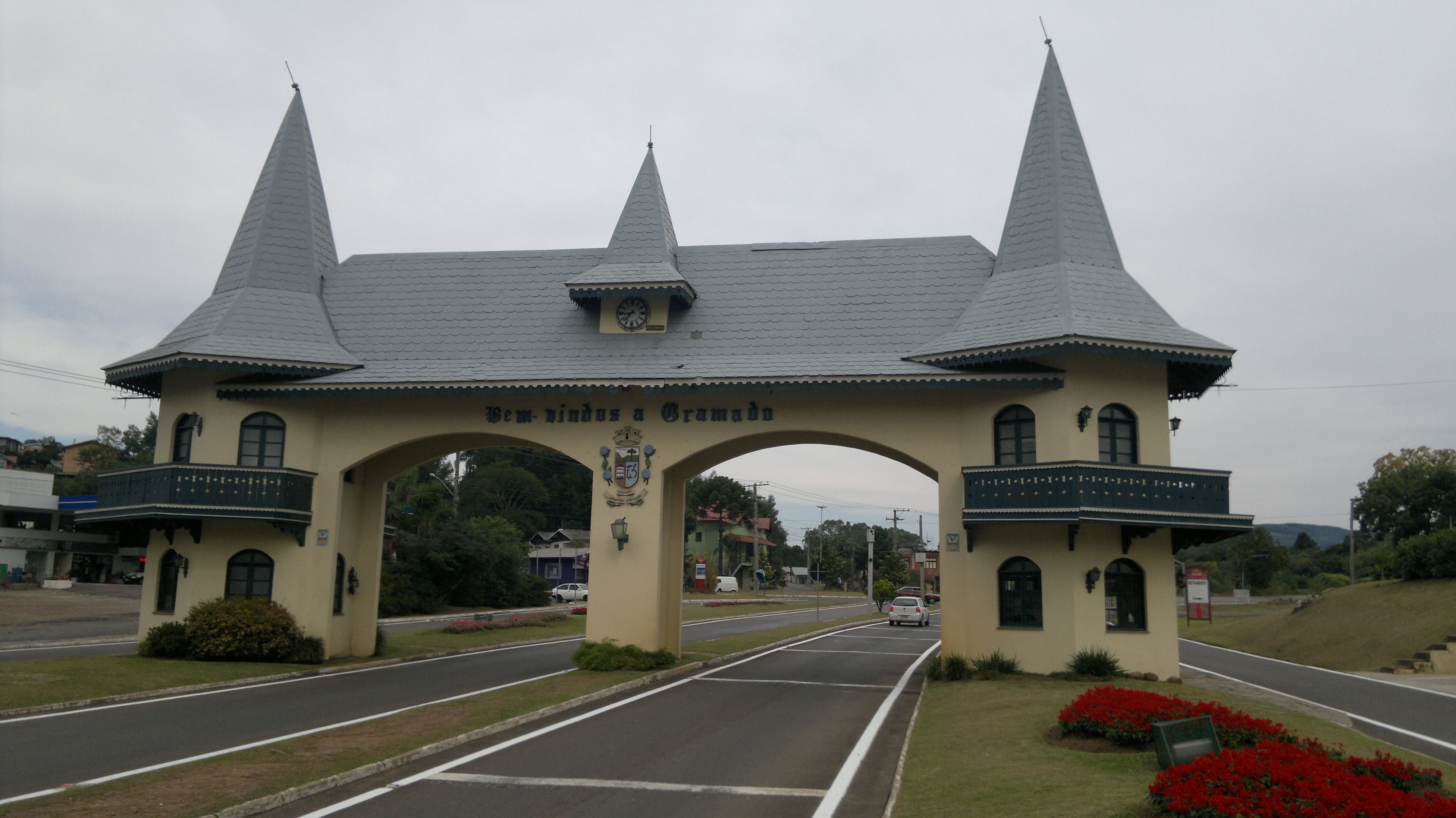
Pórtico de Gramado

O trânsito é controlado pelas várias rótulas distribuídas entre as duas principais avenidas (Avenida das Hortênsias e Avenida Borges de Medeiros) e pela Rua São Pedro, de forte influência na cidade. Não existe fácil acesso a transporte público entre os bairros, fica concentrado na rodoviária, sendo necessário caminhar até lá ou utilizar um aplicativos de trasporte ou táxi.[carece de fontes?]
Gramado já foi servida por transporte ferroviário entre os anos de 1922 e 1963, fazendo parte da Linha de Canela da Viação Férrea do Rio Grande do Sul que ligava o município à cidade de São Leopoldo (na Região Metropolitana de Porto Alegre) e à vizinha cidade de Canela, o ponto terminal da linha férrea. Apesar de possuir uma das mais belas vistas da Serra Gaúcha em seus trechos de subida e descida, a ferrovia foi desativada em 1963, sendo posteriormente erradicada do município. Desde então, a antiga estação ferroviária abriga a atual rodoviária de Gramado.

### Segurança
Gramado conta com duas delegacias da Polícia Civil e um destacamento de 31 homens da Brigada Militar.

## Cultura
A Biblioteca Municipal de Gramado denominada Biblioteca Municipal Ciro Martins é uma das atrações do turismo cultural do município, foi criada no dia 8 de novembro de 1968, por meio da lei municipal nº. 263. Seu acervo conta cerca de 46 mil títulos.
O museu Memorial Casa Italiana é um acervo localizado na Praça das Etnias, no centro de Gramado, de arquitetura italiana, que contém diversos utensílios utilizados por colonos. Representa as típicas famílias italianas que vieram residir no interior do Rio Grande do Sul no final do século XIX. Está localizado na Rua Cel. João Corrêa, 2-88 - Bairro Belverede. No local, além dos artigos domésticos, encontram-se livros da literatura da imigração italiana na América, a exemplo da obra Vita e Stòria de Nanetto Pipetta.